# Nicolas Stürken

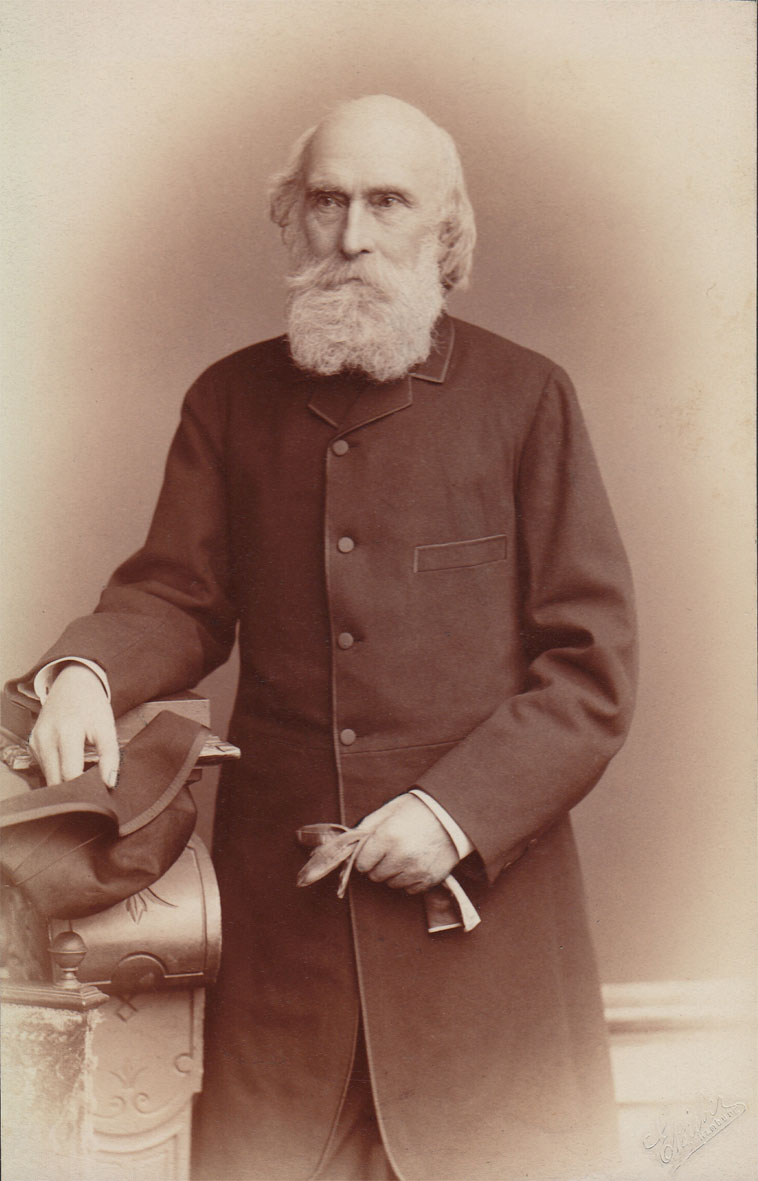
Nicolas Stürken (1812–1886)

Allrich Nicolaus „Nicolas“ Lehnert Stürken (* 21. Januar 1812 in Hamburg; † 4. Dezember 1886 in Hamburg) war ein deutscher Kaufmann und Mitglied der Hamburgischen Bürgerschaft im 19. Jahrhundert.

## Leben
Nach seiner Ausbildung vertrat Nicolas Stürken ab 1834 das väterliche Handelshaus in Mexiko-Stadt. Seit 1840 führte er die Geschäfte in der eigenen Firma Stürken & Pollitz selbst. Seit Mitte der 1850er Jahre leitete er die Firma von Hamburg aus. Er war von 1859 bis 1862 Mitglied der Hamburgischen Bürgerschaft sowie von 1859 bis 1862 Mitglied des Gefängniskollegiums.
Stürken war sehr vermögend, in der im Jahre 1912 erschienenen Rangliste der reichsten Hamburger ist Stürkens Witwe Mathilde Stürken mit einem Vermögen von rund 2,3 Millionen Mark unter den 200 reichsten Personen in Hamburg gelistet.
Nach Ausscheiden aus dem Geschäftsleben widmete Stürken sich philosophischen Studien. Die Ergebnisse fasste er in seinen 1882 publizierten Metaphyschen Essays zusammen. Rudolf Eislers Philosophen-Lexikon (Berlin 1912, S. 731) schreibt Stürken einen theistischen Standpunkt und die These zu, die Seele sei immateriell.

## Familie
Nicolas Stürken war der Sohn des Hamburger Kaufmannes Johann Hinrich Stürken und dessen Frau Anna, geborene Schröder. Stürken war mit der aus Hückeswagen stammenden Tochter eines Tuchfabrikanten Mathilde Schnabel verheiratet. Ihr Vater Franz Schnabel war Mitbegründer und Teilhaber der Tuchfabrik C. & F. Schnabel. Nicolas und Mathilde Stürken hatten 4 Kinder. Seine Tochter Emma Stürken war mit dem Architekten Hugo Stammann verheiratet. Dieser war Mitglied des  Rathausbaumeisterbundes für das Hamburger Rathaus und Sohn des Architekten Franz Georg Stammann. Sein Sohn Otto Stürken war später Hamburger Polizeipräsident. Nicolas Stürken war ein Cousin des Theologen Albert Lührs.

## Veröffentlichungen
- Metaphysische Essays. Hamburg 1882. Digitalisat